# Pomponema mirabile
Pomponema mirabile is een rondwormensoort uit de familie van de Cyatholaimidae. De wetenschappelijke naam van de soort is voor het eerst geldig gepubliceerd in 1917 door Cobb.